# Illés Györgyi
Illés Györgyi (Budapest, 1968. július 8. –) magyar színésznő, egyetemi oktató.

## Életút
A Színház- és Filmművészeti Főiskolán 1990-ben végzett. Vizsgaelőadásukat, az Iphigenia Auliszbant a televízió is közvetítette. 1992-ben szerződtette a budapesti Katona József Színház, melynek tagja maradt 2002-ig. A "Katonával" nem szakadt meg a kapcsolata, vendégként továbbra is színpadra lép, és „beszédtrénerként” is tevékenykedik. Ezen a területen oktatott a Színház- és Filmművészeti Egyetemen. 2003–2006 között a Liszt Ferenc Zeneművészeti Egyetemen szintén beszédtechnikai kurzusokat tartott. A Katona József Színházban és a Színművészeti Egyetemen is kapott rendezői feladatokat. 2009-ben bemutatkozott szerzőként is. A Madách Színház mutatta be 7X/hétszer/ című darabját (főszereplők: Erdélyi Tímea és Nagy Sándor). A produkciót rendezőként is jegyezte.
2007-ben doktorált az “Új beszédpedagógiai tematika az integrált színészoktatásért a Színház-és Filmművészeti Egyetemen" című munkájával, melyben felvázolta módszerét az egyetemi beszédtechnika-oktatás megváltoztatásáért.
2010-ben alapította saját cégét, a Beszédcentrumot, ahol beszéd-kommunikációs kurzusokat és önismereti tréningeket tart. 2019 óta Life Coachként a beszéd-kommunikáció és az önismeret összefüggéseit kutatja.
Házas, két gyermeke van, Zelenák Dániel (1995) és Zelenák Anna (1999).

## Fontosabb beszédpedagógiai munkái és rendezései
- Gilgames (rendezőtanár, Katona József Színház, Kamra 2005)
- Istar pokoljárása (rendezőtanár, SZFE , 2006)
- Ház Na’Conxypanban (rendezőtanár, SZFE, 2007)
- Montágh Imre Mesterkurzus  (előadó, Seneca Stúdió 2007)
- 7X (szerző, rendező, Madách Színház, 2009)
- Színpadi kommunikáció és önismereti workshop (tanár, Maladype társulat, 2019)

## Könyvei
- Beszéd I. Integrált színészi kommunikáció (Escript kiadó) 2005
- Beszéd utca 3. (Naphegy Kiadó) 2010
- Kezdők és hadarók -retorika és beszédtechnika vezetőknek (Beszédcentrum) 2018
- Színpadi beszéd (Beszédcentrum)2019

## Fontosabb színházi szerepei
A Színházi adattárban regisztrált bemutatóinak száma: 31.
| - Katona József Színház, Budapest: - Goldoni: Az új lakás (Rosina) - Kárpáti Péter: Akárki (Erika) - Friel: Pogánytánc (Agnes) - Pirandello: Ma este improvizálunk (több szerep) - Csehov: Cseresznyéskert (Sarlotta Ivanovna) - Halász Péter: Önbizalom (Trixi) - Garaczi László: Prédales (Erika) - Witold Gombrowicz: Yvonne, burgundy hercegnő (Nagynéni) - Shakespeare: A vihar (Ceres) - Handke: Az óra, amikor semmit sem tudtunk egymásról (több szerep) - Goethe: Stella (Postamesternő) - Spiró György: Koccanás (Feleség) - Vörösmarty Mihály: Csongor és Tünde ( Fejedelem) | - Színház-és Filmművészeti Főiskola: - Brecht: Kurázsi mama és gyermekei (Kattrin, néma lány) - Molière: Tartuffe (Elmira) - Goldoni: Chioggiai csetepaté (Libera) - Euripidész: Iphigenia Auliszban - Pécsi Nemzeti Színház: - Shakespeare: Szeget szeggel (Izabella) - Synge: A nyugati világ bajnoka (Pegeen Mike) |  |